# ألبرت بورلون
ألبرت بورلون (بالفرنسية: Albert Bourlon)‏ ولد بتاريخ 23 نوفمبر 1916 في فرنسا، وتوفي في 16 أكتوبر 2013، كان دراج فرنسي.

## سجل النتائج

### سباقات أو مراحل فاز بها
- طواف فرنسا

## وصلات خارجية
- الموقع الرسمي